# 三重県道159号三木里インター線
三重県道159号三木里インター線（みえけんどう159ごう みきさとインターせん）は、三重県尾鷲市を通る一般県道である。

## 概要
尾鷲市三木里町から熊野尾鷲道路 三木里ICに至る。
熊野尾鷲道路 三木里ICの唯一の接続道路。全体事業費はおよそ30億1,900万円。
後述する三木里インター線搬入土砂問題により、熊野尾鷲道路開通当初から未開通区間の迂回路として林道を片側交互通行によって暫定使用していたが、2012年（平成24年）12月に全線開通した。これに伴い三木里インター線が雨量規制区間から除外され、尾鷲市街から三木里地区まで信頼性・定時性の高いルートが確保された。

### 路線データ
- 起点：三重県尾鷲市三木里町（字里378番4[4]：国道311号交点[5]）
- 終点：三重県尾鷲市三木里町（字ハタ1187番[4]：三木里IC、国道42号熊野尾鷲道路交点）
- 規格：第3種第3級[1]
- 幅員：6 m[1]
- 総延長：1,840 m[5]
  - うち単独区間：1,463 m[5]
- 設計速度：40 km/h[1]

## 歴史
- 1999年（平成11年）6月11日 - 事業計画告示。
- 2001年（平成13年）4月1日 - 三重県道の路線認定を受ける[6]。
- 2003年（平成15年）10月 - 三重県の「重点整備箇所」の「前期完成箇所」に指定される。
- 2006年（平成18年）7月19日 - 中部地方整備局から事業認定を受ける。
- 2008年（平成20年）4月20日 - 三木里IC供用開始に伴い、付近の林道を使用して暫定的に開通。
- 2012年（平成24年）12月 - 全線供用開始。

## 路線状況

### 三木里インター線搬入土砂問題

#### 問題の発覚とその影響
2006年（平成18年）6月、三木里町の住民から「三木里インター線の建設現場から悪臭がする」という指摘から始まった一連の問題で八十川問題とも言う。同年11月26日に第一回三木里インター線搬入土砂問題検討委員会が県の担当者によって開かれ、盛土に尾鷲港の浚渫（しゅんせつ）土や三重県紀北町の船津川災害復旧工事で発生した残土を流用していたことが明らかにされたが、その時は土壌汚染対策法の定める有害物質基準値は下回っており、安全であると説明がなされた。第三回の委員会では尾鷲港の浚渫土を取り除くことと、安全のため代替水脈を探ることが県から提案された。
この件により建設工事は中断を余儀なくされ、2008年（平成20年）4月20日の三木里インター開通までに県道が開通せず、付近の林道を暫定的に当該県道として利用することとなった。しかし、この林道は車両1台分の幅しかないため、信号機による最大5分の片側交互通行が行われしばしば渋滞が発生していた。また、雨量規制区間に指定されたため通行規制（時間雨量20 mm/h以上、または連続雨量80 mm以上で通行止）が実施されるなど、当初期待された熊野尾鷲道路の開通による効果は十分に得られなかった。

#### 新たな問題の発覚と尾鷲市政への影響
2008年（平成20年）6月9日に行われた水質調査で環境基準値を越える鉛が検出され、県は再び検討委員会を設置した。さらに、この問題は尾鷲市議会でも重大な議題として何度も取り扱われている。
2009年（平成21年）2月23日には当時の尾鷲市長が、この問題で意見が食い違う水道部長に対し、「言うことを聞かないなら、降格人事だ」と脅したという疑惑が尾鷲市議会議員全員協議会の場で浮上した。この発言は、市長が兼務することを禁止されている税理士の仕事を、市長就任後も続けていたことと絡めて議会と市長が対立、4月20日には市長の不信任決議が賛成14、反対1で可決された。これに対し市長は議会を解散し、出直し市議会議員選挙が行われたが、同年6月19日に議会は再び市長不信任を賛成14、反対2で再可決したため、市長は失職した。その後、出直し市長選挙が実施され、失職した元市長に新人3人が挑み、元県職員の候補が当選した。

#### 解決に向けた動き
2009年（平成21年）10月9日には、三木里インター線搬入土砂問題検討委員会から三重県県土整備部長に意見書が提出され、土壌や地下水に影響はないが、環境や安心のために土壌の措置が必要であるとする結果を報告した。同年11月20日には三木里地区会、尾鷲市、三重県でつくる三者協議会が開かれ、意見書通りに土壌措置を施すことと工事の再開について合意が形成された。また、2010年（平成22年）2月より土壌の措置工事が始まり、少しずつ問題の解決に向けて進む。

#### 全線開通
2012年（平成24年）12月に全線供用を開始した。

### 道路施設

#### 橋梁
- 新八十川橋（紀勢本線・八十川、尾鷲市）

## 地理

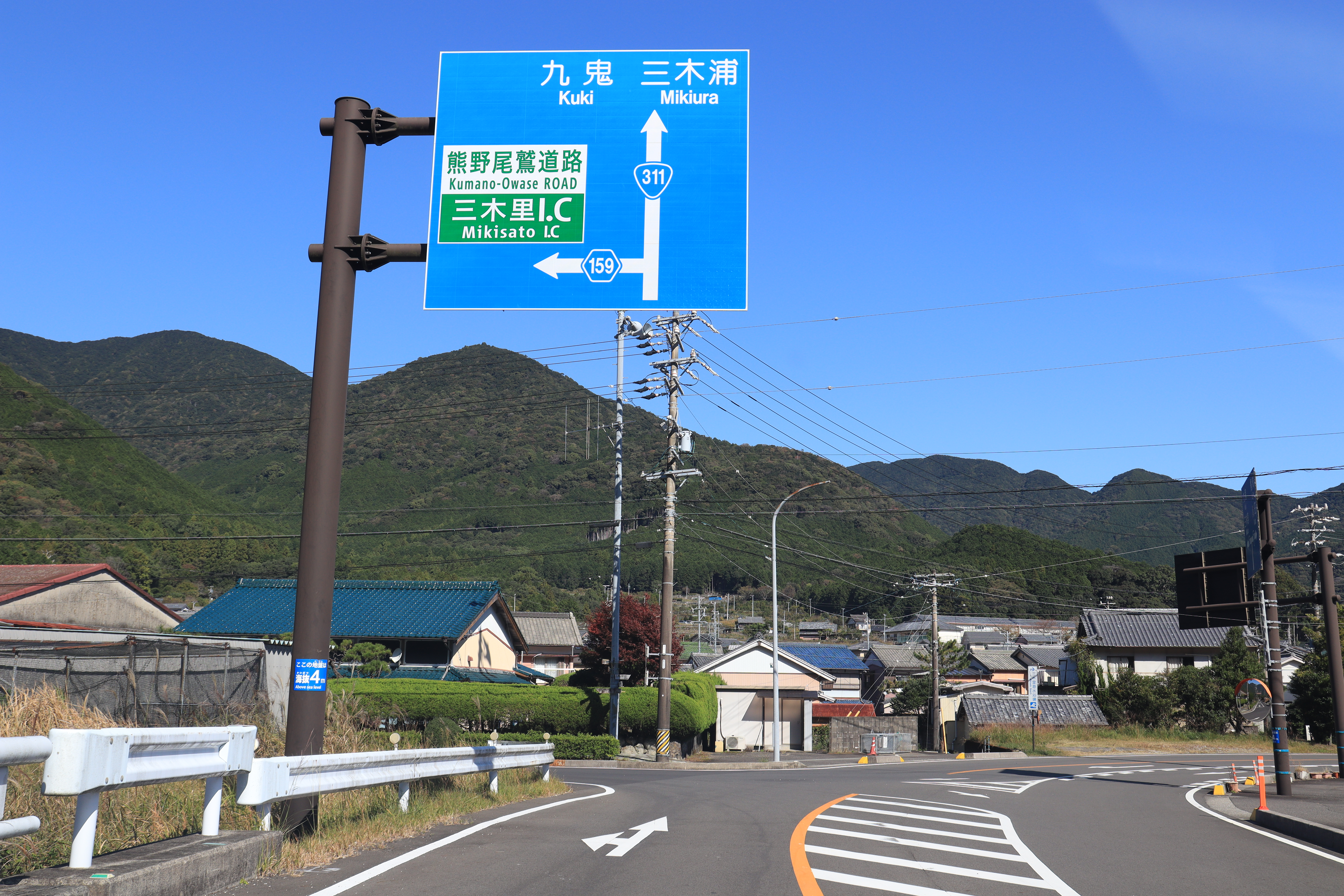
起点となる国道311号との接合部、尾鷲市三木里町

### 通過する自治体
- 三重県
  - 尾鷲市

### 交差する道路
| 交差する道路                | 交差する場所 | 交差する場所      |
| --------------------------- | ------------ | ----------------- |
| 国道311号                   | 三木里町     | 起点              |
| 国道42号 / E42 熊野尾鷲道路 | 三木里町     | 7 三木里IC / 終点 |

### 交差する鉄道
- 紀勢本線

### 沿線
- 三木里海水浴場
- 尾鷲警察署 三木里警察官駐在所
- JR東海紀勢本線 三木里駅
- 八十川